# Kenadsa
Kénadsa är en stad och kommun i Saharaöknen i sydvästra Algeriet, och är huvudstad i Kénadsa-distriktet, Béchar-provinsen. 2008 bode det 13 492 personer i kommunen. Kommunen täcker ett område på 2 770 kvadratkilometer. 

## Geografi
Kénadsa ligger på en höjd av 784 meter på den platta klippiga hamadan väster om Béchar. Wadin Oued Meswar ligger cirka 6 kilometer väster om staden.